# Мајкл Шенон
Мајкл Шенон (енгл. Michael Shannon; Лексингтон, Кентаки, 7. август 1974) је амерички позоришни, филмски и телевизијски глумац. За улогу у филму Револуционарни пут добио је номинацију за Оскара у категорији најбољи глумац у споредној улози. Од 2010. године се појављује у ХБО-овој серији Царство порока као агент Нелсон Ван Алден.